# Villa Mairea
Villa Mairea è un edificio residenziale unifamiliare situato a Noormarkku, in Finlandia, e realizzato nel 1937 dall'architetto Alvar Aalto su commissione di Maire e Harry Gullichsen.

## Storia

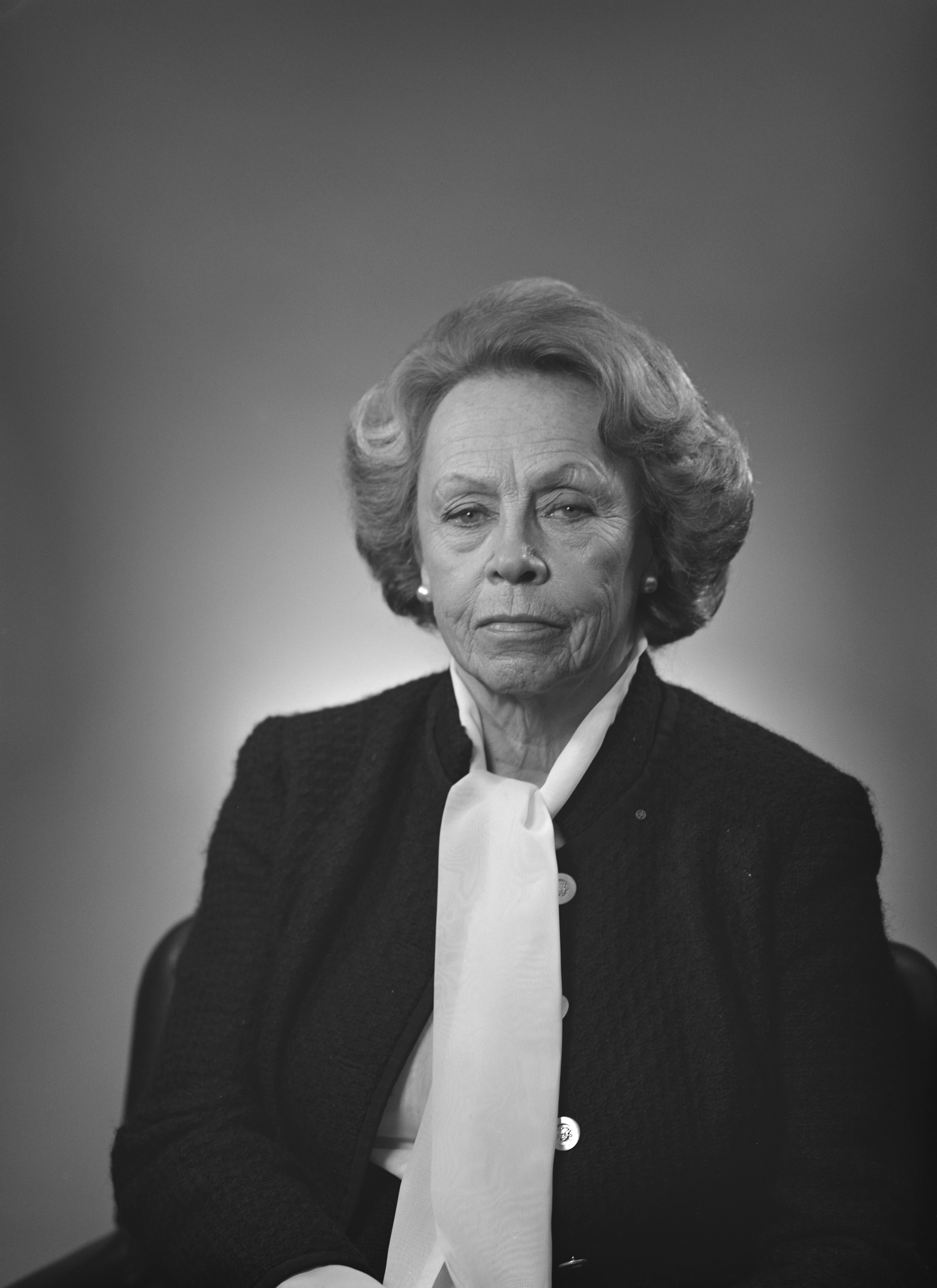
Fotografia di Maire Gullichsen, illuminata mecenate di Aalto e committente della villa

La villa Mairea, oggi considerata uno dei fabbricati unifamiliari più importanti nell'intera storia dell'architettura mondiale (insieme a ville Savoye di Le Corbusier e alla wrightiana Fallingwater), fu realizzata dall'architetto finlandese Alvar Aalto nel biennio 1938–1939 su commissione di Harry e Maire Gullichsen. Maire, la donna alla quale è tuttora intitolata la villa, era figlia di un ricco industriale finlandese e aveva sposato Harry Gullichsen nel 1928: era costui un benestante uomo d'affari poi divenuto il direttore generale della società Ahlström, consorzio industriale particolarmente fiorente coinvolto nello sfruttamento del legname, di energia idrica, di cantieri navali, fabbriche di legno compensato, cellulosa, plastica, materiali chimici e altro ancora.
I Gullichsen, coniugi imprenditorialmente di successo e fervorosamente impegnati sul piano non solo culturale, ma anche sociale (entrambi erano collezionisti d'arte e promuovevano una società, per quanto utopistica, basata sui fasti del progresso industriale) e individuarono in Alvar Aalto - conosciuto nel 1935 con l'intercessione di Nils-Gustav Hahl - un architetto in grado di interpretare i loro ideali conferendo loro una compiuta espressione architettonica. Fu soprattutto Maire, inoltre, a insistere sulla realizzazione della villa, sull'onda di una tradizione di famiglia per la quale ciascun suo antenato aveva costruito una nuova residenza con quello spirito architettonico che più informava la loro determinata epoca. Aalto, d'altronde, intratteneva con i Gullichsen un prospero rapporto professionale (innumerevoli i progetti che curò insieme alla moglie Aino per conto della Ahlström) che ha nel tempo acquistato i connotati dell'amicizia, e perciò fu più che entusiasta di forgiare in chiave architettonica la dottrina sociologica dei propri committenti, i quali - in maniera più che illuminata - non gli concessero limitazioni economiche nella realizzazione della nuova villa, da erigersi presso Noormarkku.
Come già accennato i Gullichsen erano preziosi collaboratori e amici di Aalto, che profuse energie e passione per la realizzazione di una casa che disse sempre esser stata «concepita con amore». Complice questa intesa così salda e la prosperità economica dei Gullichsen l'iter progettuale e costruttivo della villa Mairea fu abbastanza travagliato e perennemente aperto a variazioni e ripensamenti in corso d'opera: il progetto iniziale (definito «Proto-Mairea» dallo Schildt), infatti, prevedeva un numero eccezionalmente alto di stanze dalle destinazioni d'uso più varie, a tal punto da sembrare più una rivisitazione moderna di un'abitazione vittoriana che la risoluzione architettonica dell'abitare social-democratico che tanto si auspicavano i Gullichsen. Profondamente insoddisfatto dal suo lavoro, Aalto con il beneplacito dei committenti ripensò lo schema distributivo della residenza più volte, anche in seguito ad obiezioni sollevate dagli stessi Gullichsen, per poi giungere al progetto finale, che ha dato vita alla villa Mairea così come la conosciamo oggi.

## Descrizione

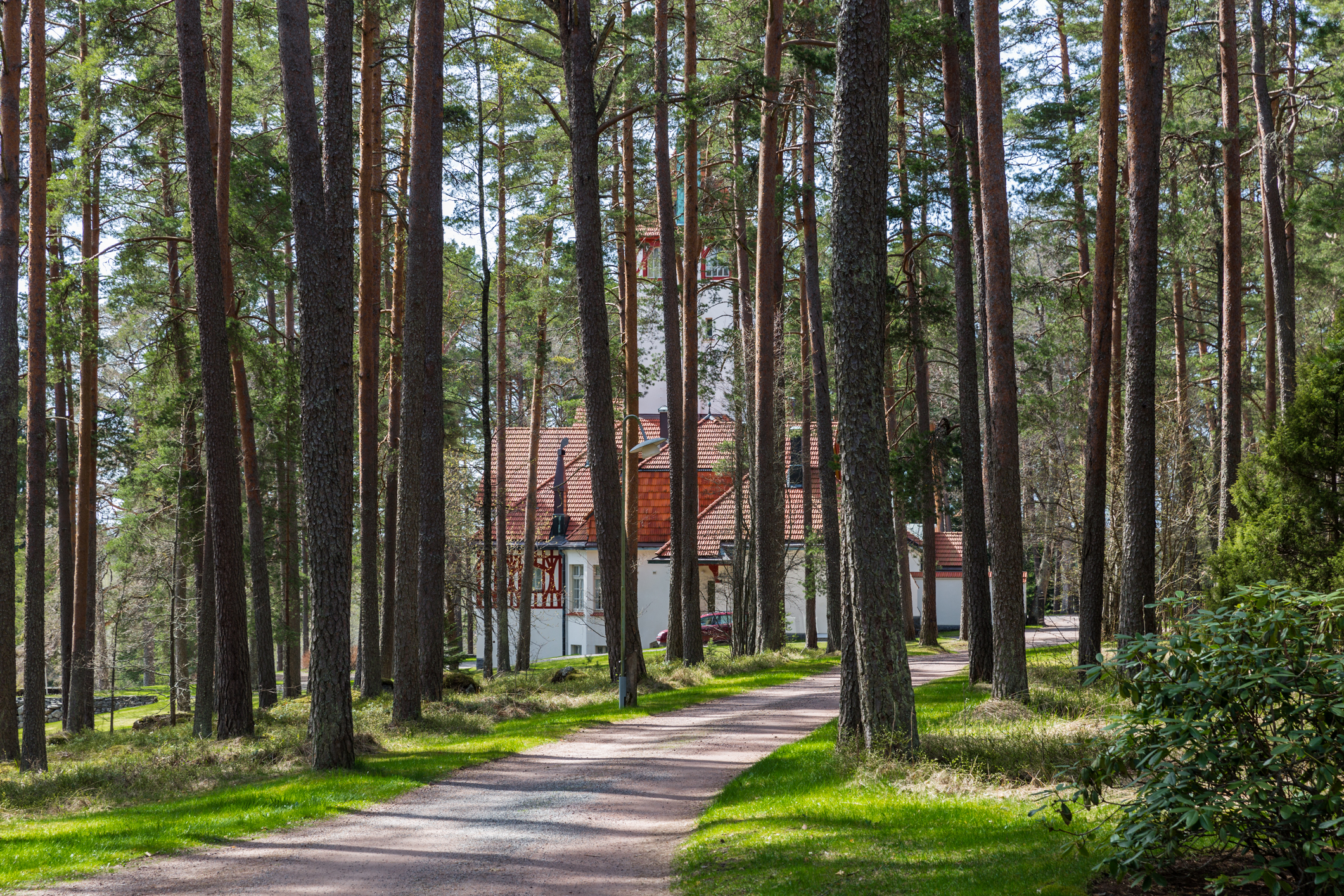
La mimesi tra villa Mairea e il bosco circostante è stata attentamente studiata da Aalto

Villa Mairea consiste in due corpi di fabbrica ad L di due piani che si intrecciano ortogonalmente, definendo due corti semiprivate. Determinante, come sempre in Aalto, la forza poetica con cui l'edificio interagisce con la rigogliosa natura circostante. La casa, infatti, non si pone come un corpo estraneo alla Natura, o come un volume totalmente chiuso e definito in sé stesso: l'inserimento della villa Mairea nel denso bosco di abeti limitrofo, in effetti, risulta straordinariamente armonioso e viene agevolato da una serie di escogitazioni tecniche predisposte dall'architetto con audace ingegnosità. Pregevole, in tal senso, la scelta dei materiali costruttivi, orchestrata quasi artigianalmente e rivolta verso tutte quelle sostanze in grado di sollecitare in maniera positiva l'utente dal punto di vista psicologico e, soprattutto, emotivo: l'ascetismo quasi assiomatico delle costruzioni razionaliste, infatti, qui lascia spazio a una pluralità di materiali, come la pietra, il legno, il laterizio, la maiolica, opportunamente trattati e distribuiti in modo tale da differenziare dall'esterno la funzione delle diverse parti, nonché per simulare il calore e l'intimità domestica. Di seguito si riporta una citazione di Porphyrios:
(Porphyrios)

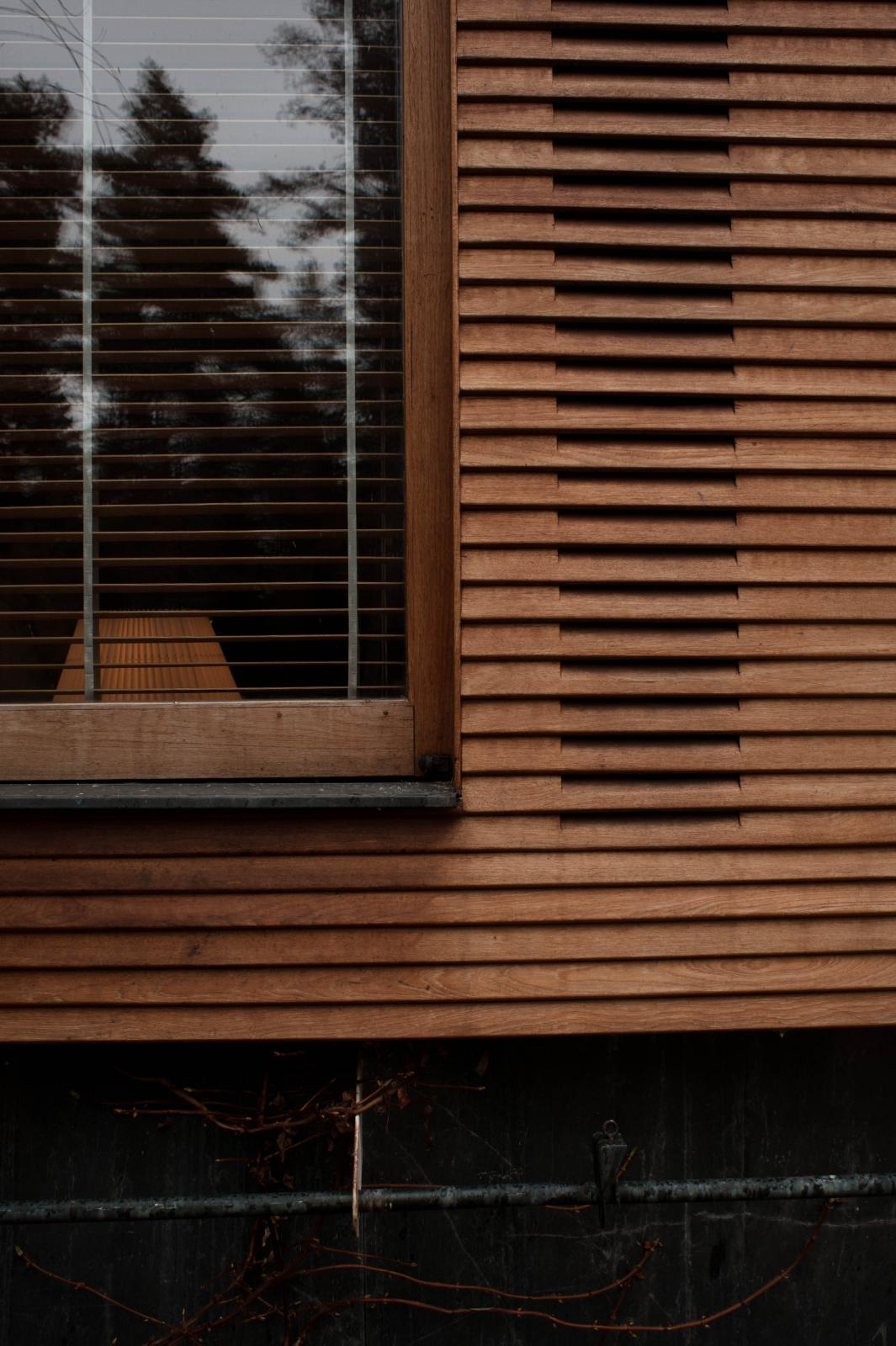
Aalto sfrutta con grande rigore la naturale espressività del legno come materiale costruttivo

L'assetto distributivo dell'abitazione, condotto sempre con una grande attenzione agli aspetti più naturalistici e psicologici dell'abitare, è semplice ma efficace. L'ingresso presenta un dislivello di quattro gradini ed è collocato a sud, punto cardinale verso il quale si rivolge anche il prospetto principale del manufatto architettonico, impreziosito da una sinuosa e profonda pensilina che agisce da filtro tra interno ed esterno: questa tettoia in legno, vale la pena ricordare, ha un elevato pregio architettonico con i suoi «fasci di snelli tronchi d'albero legati tra loro da rattan» e «in senso immediato allude al bosco che circonda la casa [mentre] in maniera metaforica a una condizione di domesticità riferita non soltanto alla dimora ma più in generale alla madrepatria finlandese» (Marco Biraghi). Come già accennato villa Mairea si articola su due piani, con il pianterreno adibito alla vita sociale e il primo piano riservato per funzioni più strettamente privata: questa differenziazione, evidente non solo dal punto di vista delle funzioni abitative bensì anche sotto il profilo orientativo e planimetrico, denuncia un chiaro distacco di Aalto dal Razionalismo, che - al contrario - tendeva all'unificazione. Ritornando ad analizzare la distribuzione degli ambienti una volta oltrepassato l'ingresso si giunge nel soggiorno, vero e proprio fulcro della casa: tale ambiente, oltre a permettere l'accesso al piano superiore, all'esterno e ai vari ambienti collettivi, è infatti impreziosito dal tipico caminetto finlandese, collocato in una zona sopraelevata e relativamente isolata, e da una veranda diffusamente finestrata. Proseguendo verso l'altra ala della casa si incontra un ambiente rettangolare molto semplice che ospita la sala da pranzo, nascosta allo sguardo dell'avventore appena entrato nel microcosmo architettonico di villa Mairea. Sempre al pianterreno troviamo la biblioteca, lo studio (sud), la cucina, gli spazi ausiliari per i domestici e gli ospiti (est) e uno spazio più aperto (ovest). Particolarmente interessante risulta la sistemazione planimetrica della parte settentrionale, dove troviamo un portico orientato per il bagno di sole che conduce alla sauna, realizzata nel 1946 sull'onda dell'entusiasmo per i bagni di vapore finlandesi: tale struttura, separata rispetto al corpo edilizio principale, si affaccia su una vasca per tuffi dal perimetro «frastagliato come quello dei laghi montani» (Biraghi) che agisce da immaginario elemento di congiunzione tra il manufatto edilizio e il bosco retrostante, il quale si impone come scenografica quinta vegetale. Tutti questi ambienti sono interconnessi tra di loro in maniera favorevolmente fluida, energetica, secondo un unico spazio continuo e aperto che stimola la socializzazione e genera la percezione di essere contemporaneamente all'interno e all'esterno dell'edificio, richiamando a un tempo le forme naturali (è possibile infatti associare metaforicamente questa continuità planimetrica allo spazio illimitato della Natura, dove i vari spazi sono rielaborati come stanze e ambienti residenziali non per una chiara impostazione progettuale, bensì semplicemente per l'intervento delle strutture conoscitive a priori insite nella mente umana).

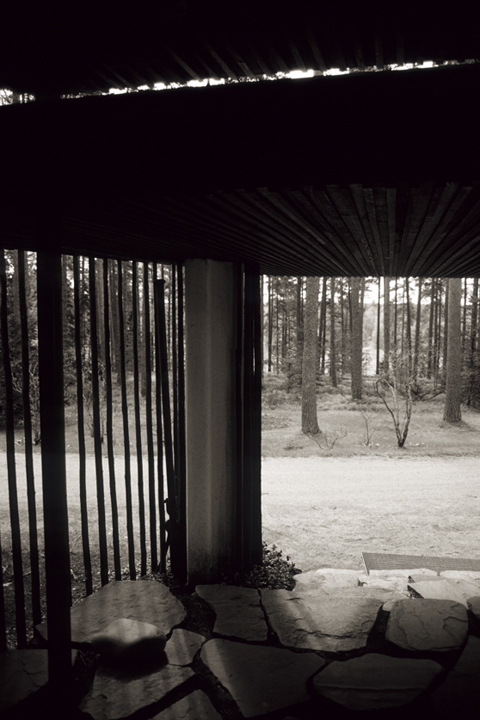
Veduta dall'ingresso principale

Come abbiamo già accennato è possibile accedere al primo piano tramite il soggiorno, dove troviamo una scala che, al di là dell'aspetto più prettamente funzionale, si pone come un vero e proprio elemento decorativo, anch'esso dalle gridate connotazioni naturalistiche. Al piano superiore, rispetto al pianterreno, gli spazi risultano particolarmente parcellizzati e sono serviti da un unico percorso indirizzato dai vari corridoi. Anche qui è molto importante il rapporto con l’esterno, esaltato da grandi terrazze ombreggiate da vegetazione rampicante. Gli ambienti collocati in questo piano, come già detto in precedenza, presuppongono un livello di privacy maggiore: vi troviamo, infatti, la stanza dei giochi dei bambini, nonché altre stanze da letto dedicate agli ospiti e munite di bow windows opportunamente orientate in modo da catturare da est e da ovest i tiepidi raggi solari finlandesi. La copertura è piana nel fabbricato principale (soluzione insolita per la Finlandia, nazione notoriamente interessata da intense precipitazioni nevose e perciò caratterizzata generalmente da soluzioni a falde), mentre il piccolo edificio isolato della sauna è ricoperto di zolle erbose.
La struttura portante di villa Mairea si compone di pilastrini di acciaio o di legno: tale scelta progettuale, rinunciando esplicitamente alle murature aventi funzioni strutturali, ha consentito ad Aalto di liberarsi dalla simmetria bloccata dell'architettura del passato e di manipolare in totale libertà la collocazione delle pareti interne e delle finestre sulla facciata, provvedendo dunque a una maggiore aeroilluminazione del complesso edilizio. Tali ritti e traversi, in ogni caso, sono disposti secondo una maglia il cui modulo subisce continue anomalie, raddoppiando o triplicando i sostegni, disponendoli come un diaframma continuo all'ingresso e nella scala interna, legandoli insieme con corde o intrecciandole con piante rampicanti: queste varianti, apparentemente irrazionali e arbitrarie, si configurano come «tentativi di evitare il ritmo architettonico artificiale nell'edificio», per usare le parole dello stesso Aalto, desideroso in effetti di evitare una logica monodirezionale articolata in modo fiacco, meccanico, del tutto incompatibile con le dinamiche naturali. Per il medesimo motivo Aalto ingentilisce le linee rette del fabbricato inserendovi elementi curvi di modeste dimensioni, in modo tale da renderli meno tesi, scattanti, aumentando al contempo la sensazione di fluidità e continuità: lo stesso Biraghi, d'altronde, osserva che nella costruzione si assiste a «un inestricabile intreccio di naturale e artificiale, [dove] il rigore geometrico su cui è impostata la pianta convive perfettamente - al punto da esserne quasi dissimulata - con la sinfonia spaziale del soggiorno, della sala da pranzo e della biblioteca, e con la selva di pali della scala». Particolarmente calibrata, inoltre, la sistemazione luministica progettata per l'edificio, il quale beneficia in effetti di un calibratissimo dosaggio tra luce naturale ed artificiale che genera positivi risvolti emotivi nella psiche del fruitore. Anche in questo caso, ovviamente, Aalto non esita a prendere ispirazione dal mondo vegetale, predisponendo ... «colonne e pali di legno [che] ritmano lo spazio, qui fitti, lì radi; come fosse un canneto, nascondono e rivelano i luoghi, distinguono gli ambienti, filtrano la luce» (Servadio).